# Lộc Thành, Ôn Châu
Lộc Thành (chữ Hán giản thể: 鹿城区, bính âm: Lùchéng Qū, âm Hán Việt: Lộc Thành khu) là một quận thuộc địa cấp thị Ôn Châu, tỉnh Chiết Giang, Cộng hòa Nhân dân Trung Hoa. Lộc Thành là trung tâm hành chính, kinh tế, văn hóa của Ôn Châu. Quận Lộc Thành có diện tích 294,38 km², dân số 650.000 người. Quận Lộc Thành được thành lập năm 1984. Về mặt hành chính, quận Lộc Thành có các đơn vị hành chính trực thuộc gồm 12 nhai đạo, 4 trấn và 5 hương.
- Nhai đạo: Liên Trì, Thủy Tâm, Nam Môn, Giang Tân, Bồ Hài, Hồng Điện, Quảng Hóa, Nam Phổ, Lê Minh, Tú Sơn, Hoàng Long.
- Trấn: Song Tự, Thất Đô, Đằng Kiều, Lâm Giang.
- Hương: Ngưỡng Nghĩa, Nam Giao, Song Triều, Thượng Thú, 岙 Để.